# Великобритания на летних Олимпийских играх 2004
Великобритания на летних Олимпийских играх 2004 была представлена 264 спортсменами. По сравнению с прошлыми играми Великобритания завоевала на 2 медали меньше. Главнымы героями игр в составе сборной Великобритании стали велосипедист Брэдли Уиггинс, завоевавший 3 медали разного достоинства, а также легкоатлетка Келли Холмс, которая выиграла 2 золотые медали на дистанциях 800 и 1500 метров.

## Награды

### Золото
| Золото |                                                                    |                                                |
| №      | Спортсмены                                                         | Вид спорта (дисциплина)                        |
| 1      | Джеймс Крекнелл Стив Уильямс Мэтью Пинсент Эд Куд                  | Академическая гребля (четвёрка без рулевого)   |
| 2      | Крис Хой                                                           | Велоспорт (гит на 1 км)                        |
| 3      | Бредли Уиггинс                                                     | Велоспорт (индивидуальная гонка преследования) |
| 4      | Лесли Лоу                                                          | Конный спорт (троеборье)                       |
| 5      | Даррен Кэмпбелл Марлон Девониш Марк Льюис-Фрэнсис Джейсон Гарденер | Лёгкая атлетика (бег, эстафета 4×100 м)        |
| 6      | Келли Холмс                                                        | Лёгкая атлетика (бег, 800 м)                   |
| 7      | Келли Холмс                                                        | Лёгкая атлетика (бег, 1500 м)                  |
| 8      | Бен Эйнсли                                                         | Парусный спорт (класс Финн)                    |
| 9      | Ширли Робертсон Сара Эйтон Сара Уэбб                               | Парусный спорт (класс Инглинг)                 |

### Серебро
| Серебро |                                                                             |                                           |
| №       | Спортсмены                                                                  | Вид спорта (дисциплина)                   |
| 1       | Кэт Бишоп Кэтрин Грейнджер                                                  | Академическая гребля (двойка)             |
| 2       | Дебби Флад Фрэнсис Хотон Элисон Моубрей Ребекка Ромеро                      | Академическая гребля (четвёрка парная)    |
| 3       | Натан Робертсон Гейл Эммс                                                   | Бадминтон (микст)                         |
| 4       | Амир Хан                                                                    | Бокс (до 60 кг)                           |
| 5       | Стив Каммингс Роб Хэйлес Пол Маннинг Крис Ньютон Брайан Стил Бредли Уиггинс | Велоспорт (командная гонка преследования) |
| 6       | Кэмпбелл Уолш                                                               | Гребля на байдарках и каноэ (слалом, Б-1) |
| 7       | Лесли Лоу Пиппа Фаннелл Уильям Фокс-Питт Джанетт Брейквелл Мэри Кинг        | Конный спорт (троеборье)                  |
| 8       | Питер Уотерфилд Леон Тейлор                                                 | Прыжки в воду (синхронная вышка, 10 м)    |
| 9       | Ник Роджерс Джо Гланфилд                                                    | Парусный спорт (класс 470)                |

### Бронза
| Бронза |                             |                                           |
| №      | Спортсмены                  | Вид спорта (дисциплина)                   |
| 1      | Сара Уинклесс Элис Лаверик  | Академическая гребля (двойка парная)      |
| 2      | Роб Хэйлес Бредли Уиггинс   | Велоспорт (мэдисон)                       |
| 3      | Иан Уинн                    | Гребля на байдарках и каноэ (Б-1, 500 м)  |
| 4      | Элен Ривз                   | Гребля на байдарках и каноэ (слалом, Б-1) |
| 5      | Пиппа Фаннелл               | Конный спорт (троеборье)                  |
| 6      | Келли Сатертон              | Лёгкая атлетика (семиборье)               |
| 7      | Ник Демпси                  | Парусный спорт (класс RS:X)               |
| 8      | Крис Дрейпер Саймон Хискокс | Парусный спорт (класс 49er)               |
| 9      | Дэвид Дэвис                 | Плавание (вольный стиль, 1500 м)          |
| 10     | Стивен Перри                | Плавание (баттерфляй, 200 м)              |
| 11     | Джорджина Харланд           | Современное пятиборье (женщины)           |
| 12     | Элисон Уильямсон            | Стрельба из лука (индивидуальные)         |

## Результаты соревнований

### Академическая гребля
В следующий раунд из каждого заезда проходили несколько лучших экипажей (в зависимости от дисциплины). В финал A выходили 6 сильнейших экипажей, остальные разыгрывали места в утешительных финалах B-E.
Мужчины
| Соревнование  | Спортсмены                 | Предварительный заезд | Предварительный заезд | Предварительный заезд | Отборочный заезд | Отборочный заезд | Отборочный заезд | Полуфинал       | Полуфинал       | Полуфинал       | Финал   | Финал   | Итоговое место |
| Соревнование  | Спортсмены                 | Заезд                 | Время                 | Место                 | Заезд            | Время            | Место            | Заезд           | Время           | Место           | Время   | Место   | Итоговое место |
| ------------- | -------------------------- | --------------------- | --------------------- | --------------------- | ---------------- | ---------------- | ---------------- | --------------- | --------------- | --------------- | ------- | ------- | -------------- |
| одиночки      | Иэн Лоусон                 | 4                     | 7:24,01               | 2                     | 3                | 6:56,55          | 1 Q              | Полуфинал A/B/C | Полуфинал A/B/C | Полуфинал A/B/C | Финал B | Финал B | 10             |
| одиночки      | Иэн Лоусон                 | 4                     | 7:24,01               | 2                     | 3                | 6:56,55          | 1 Q              | 3               | 6:57,55         | 3               | 6:57,63 | 4       | 10             |
| двойки        | Тоби Гарбетт Рик Данн      | 1                     | 6:58,95               | 3 Q                   | не участвовали   | не участвовали   | не участвовали   | 1               | 6:25,06         | 4               | Финал B | Финал B | 7              |
| двойки        | Тоби Гарбетт Рик Данн      | 1                     | 6:58,95               | 3 Q                   | не участвовали   | не участвовали   | не участвовали   | 1               | 6:25,06         | 4               | 6:22,04 | 1       | 7              |
| двойки парные | Мэттью Уэллс Мэтт Лэнгридж | 2                     | 6:48,13               | 2 Q                   | не участвовали   | не участвовали   | не участвовали   | 2               | 6:13,71         | 4 QB            | Финал B | Финал B | 8              |
| двойки парные | Мэттью Уэллс Мэтт Лэнгридж | 2                     | 6:48,13               | 2 Q                   | не участвовали   | не участвовали   | не участвовали   | 2               | 6:13,71         | 4 QB            | 6:14,40 | 1       | 8              |

### Плавание
Спортсменов — 9
В следующий раунд на каждой дистанции проходили лучшие спортсмены по времени, независимо от места занятого в своём заплыве.
Мужчины
| Спортсмен     | Соревнование        | Предварительные заплывы | Предварительные заплывы | Полуфиналы | Полуфиналы | Финал     | Финал     |
| Спортсмен     | Соревнование        | Результат               | Место                   | Результат  | Место      | Результат | Место     |
| ------------- | ------------------- | ----------------------- | ----------------------- | ---------- | ---------- | --------- | --------- |
| Адам Фолкнер  | 400 м вольный стиль | 3:51,97                 | 17                      |            |            | Не прошёл | Не прошёл |
| Грэм Смит     | 400 м вольный стиль | 3:52,41                 | 20                      |            |            | Не прошёл | Не прошёл |
| Робин Фрэнсис | 400 м комплекс      | 4:18,34                 | 12                      |            |            | Не прошёл | Не прошёл |
| Адриан Тёрнер | 400 м комплекс      | 4:23,53                 | 23                      |            |            | Не прошёл | Не прошёл |

Женщины
| Спортсменка                                                            | Соревнование          | Предварительные заплывы | Предварительные заплывы | Полуфиналы | Полуфиналы | Финал     | Финал |
| Спортсменка                                                            | Соревнование          | Результат               | Место                   | Результат  | Место      | Результат | Место |
| ---------------------------------------------------------------------- | --------------------- | ----------------------- | ----------------------- | ---------- | ---------- | --------- | ----- |
| Лиза Чапман Катрин Эванс Карен Пикеринг Мелани Маршалл Элисон Шеппард* | 4×100 м вольный стиль | 3:41,96                 | 6                       |            |            | 3:40,82   | 6     |

*—участвовали только в предварительном заплыве

### Тхэквондо
Спортсменов — 1
Женщины
| Соревнование | Спортсмены     | 1/8 финала                      | Четвертьфинал         | Полуфинал             | Финал                 | Место |
| Соревнование | Спортсмены     | Соперник Результат              | Соперник Результат    | Соперник Результат    | Соперник Результат    | Место |
| ------------ | -------------- | ------------------------------- | --------------------- | --------------------- | --------------------- | ----- |
| свыше 67 кг  | Сара Стивенсон | Адриана Кармона (VEN) пор. 8:8+ | Завершила выступление | Завершила выступление | Завершила выступление | 11    |